# Y (Somme)
Y er en lille fransk kommune i departementet Somme. Indbyggerne kaldes Ypsiloniens eller Ypsiloniennes, da bogstavet Y på fransk udtales: "Ypsilon".
Kommunen er mest kendt for, at have det korteste kommunenavn i Frankrig.